# Excelsior Rotterdam
Excelsior Rotterdam é um clube profissional de futebol de Roterdã, fundado em 23 de julho de 1902.
O Excelsior era um clube satélite do Feyenoord, de quem recebeu dinheiro e jogadores. Este sistema terminou em 2006. Atualmente joga no estádio Woudestein Stadion, que tem capacidade para cerca de 3.527 espectadores, um dos menores dos Países Baixos, e disputa a Eredivisie, a primeira divisão neerlandesa.

## Títulos
- Eerste Divisie: 1973-74, 1978-79 e 2005-06.